# Neolarra clavigera
Neolarra clavigera är en biart som beskrevs av Shanks 1978. Neolarra clavigera ingår i släktet Neolarra och familjen långtungebin. Inga underarter finns listade i Catalogue of Life.